# Santo Antônio do Tauá (kommun)
Santo Antônio do Tauá är en kommun i Brasilien.   Den ligger i delstaten Pará, i den nordöstra delen av landet, 1 600 km norr om huvudstaden Brasília. Antalet invånare är 26 673.
Följande samhällen finns i Santo Antônio do Tauá:
- Santo Antônio do Tauá

Omgivningarna runt Santo Antônio do Tauá är en mosaik av jordbruksmark och naturlig växtlighet. Runt Santo Antônio do Tauá är det ganska glesbefolkat, med 48 invånare per kvadratkilometer.